# Sven Kihlman
Sven Kihlman, född 11 november 1696 i Övre Ulleruds socken, död där 28 juni 1776, var en svensk präst.
Sven Kihlman var son till länsmannen Magnus Svensson Kihlman. Han studerade i Karlstads skola och gymnasium från 1705, inskrevs 1717 vid Uppsala universitet och prästvigdes 1725. Kihlman var därefter komministeradjunkt och vice komminister samt från 1753 komminister i sin födelseförsamling. Han var byggmästare och arkitekt för den 1727 invigda sockenkyrkan. Känd över hela landet blev han för den skrift han 1746 lät trycka och samma år inlämnade till prästeståndet vid riksdagen, Oförgripeligit förslag til calendarii correction uti the återstående styckor. Här föreslog han en datumberäkning som närmare överensstämde med det tropiska årets verkliga längd än den gregorianska kalendern. Förslaget avstyrktes visserligen då det skulle innebära en kvarstående skillnad mellan Sverige och övriga evangeliska länder. Hans skrift bidrog dock till att nya stilen kom att införas i Sverige 1753. Kihlman råkade ofrivilligt in i partistriderna i mitten av 1750-talet, då han anklagades för att ha hjälpt sin granne Lars Larsson i Mossängen att rymma till Norge efter ett tumult i bondeståndet. Både Kihlman och hans son måste själva fly till Norge. Hösten 1756 förkunnade ständernas kommission sin dom över dem. Sonen frikändes men Sven Kihlman dömdes till 100 daler silvermynt i böter. Han lämnade värdefull information till Emanuel Ekmans Wärmeland i sitt
ämne och i sin upodling (1765).